# Rhynchocyon stuhlmanni
Rhynchocyon stuhlmanni és una espècie de macroscelideu de la família de les musaranyes elefant (Macroscelididae). Viu a l'Àfrica central. El seu hàbitat natural són les selves tropicals de la conca del Congo. Igual que la resta de musaranyes elefant, es caracteritza pel seu nas allargat amb forma de trompa i les seves extremitats esveltes. Les potes posteriors són més llargues que les anteriors. El pelatge és marró, però el to exacte varia d'un espècimen a l'altre.
Després de ser descrita el 1893, a partir de la segona meitat del segle xx se la considerà una subespècie de la musaranya elefant gegant (R. cirnei), fins que un estudi genètic publicat el 2017 la restaurà a la categoria d'espècie.